# Hugo Vignetti
Hugo Vignetti (Floresta, 3 de marzo de 1946- Buenos Aires, 29 de julio de 2016) fue un expiloto de motociclismo argentino.

## Biografía
Vignetti fue un múltiple campeón argentino y latinoamericano de 125, 250 y 350 cc y realizó su debut en el Mundial de Motociclismo en 1975 en el Gran Premio de España de 125 cc.
Su mejor temporada fue en 1981 donde obtuvo uno de los dos podios de su carrera en el Gran Premio de Gran Bretaña. El segundo sería un año después en el Gran Premio de Francia de 1982, tuvo una destacada actuación en el gran premio de la República Argentina de ese mismo año, dónde intercambio la punta de la carrera con Ángel Nieto, rompiendo el motor de su motocicleta faltando escasos metros para la bandera a cuadros, debiendo empujar su moto y finalizando en la séptima posición.
Vignetti también fue pionero en ser el ganador de la primera carrera de la historia de la categoría Superbike de Argentina, que se celebró en diciembre de 1977 en el Autódromo Municipal de la Ciudad de Buenos Aires, con una Ducati 750 SS.
Después de su retirada, Vigentti fue uno de los referentes de la velocidad nacional y fue uno de los descubridores de importantes pilotos del país como Juan Pablo Gianini, bicampeón argentino de Superbikes. También participó en diferentes competiciones como en el Campeonato argentino de Turismos con un Fiat 128 en 1989 y en la clase 2 donde participó hasta 1993.

## Resultados en el Campeonato del Mundo
Sistema de puntuación desde 1969 hasta 1987:
| Posición | 1.º | 2.º | 3.º | 4.º | 5.º | 6.º | 7.º | 8.º | 9.º | 10.º |
| Puntos   | 15  | 12  | 10  | 8   | 6   | 5   | 4   | 3   | 2   | 1    |

### Carreras por año
(Carreras en negrita indica pole position; Carreras en cursiva indica vuelta rápida)
| Año  | Clase | Equipo     | 1       | 2       | 3       | 4       | 5       | 6      | 7     | 8       | 9       | 10      | 11      | 12      | 13    | Pts. | Pos. |
| ---- | ----- | ---------- | ------- | ------- | ------- | ------- | ------- | ------ | ----- | ------- | ------- | ------- | ------- | ------- | ----- | ---- | ---- |
| 1975 | 125cc | Derbi      | FRA -   | ESP 11  | AUT -   | GER -   | NAT -   | NED -  | BEL - | SWE -   | CZE -   | YUG -   |         |         |       | 0    | -    |
| 1977 | 125cc | Morbidelli | VEN Ret | AUT -   | ALE -   | NAC -   | ESP -   | FRA -  | YUG - | NED -   | BEL -   | SUE -   | FIN -   |         | GBR - | 0    | -    |
| 1979 | 125cc | Morbidelli | VEN 12  | AUT -   | ALE -   | NAC -   | ESP -   | YUG -  | NED - | BEL -   | SUE -   | FIN -   | GBR -   | CHE -   | FRA - | 0    | -    |
| 1980 | 125cc | MBA        | NAC -   | ESP 10  | FRA DNQ | YUG Ret | NED -   | BEL -  | FIN - | GBR -   | CHE -   | ALE Ret |         |         |       | 1    | 29.º |
| 1981 | 125cc | MBA        | ARG Ret | AUT Ret | ALE -   | NAC -   | FRA Ret | ESP 8  | YUG 7 | NED -   |         | RSM 6   | GBR 3   | FIN 7   | SUE 7 | 30   | 10.º |
| 1982 | 125cc | Sanvenero  | ARG 7   | AUT 16  | FRA 3   | ESP Ret | NAC 5   | NED 8  | BEL 8 | YUG Ret | GBR -   | SUE -   | FIN -   | CHE Ret |       | 26   | 11.º |
| 1983 | 125cc | MBA        |         | FRA -   | NAC Ret | ALE -   | ESP 13  | AUT 15 | YUG 9 | NED Ret | BEL Ret | GBR Ret | SUE Ret | RSM Ret |       | 2    | 25.º |
| 1985 | 125cc | MBA        |         | ESP -   | GER -   | NAT -   | AUT -   |        | NED - | BEL -   | FRA -   | GBR Ret | SWE DNQ | RSM Ret |       | 0    | -    |